# Giovanni Serao
Giovanni Serao (Minturno, 2 marzo 1977) è un ex calciatore italiano, di ruolo difensore.

## Carriera
Cresciuto nel Padova, esordisce con la squadra veneta in Serie A giocando 5 partite e segnando un gol nella stagione 1995-1996. Nel 1996-1997 gioca al Prato in Serie C1. Nel 1997-1998 veste la maglia dell'Hellas Verona in Serie B per poi ritornare dal 1998 al 2000 al Padova prima in Serie C1 e poi in Serie C2. Nel 2000 gioca alla SPAL (10 presenze). Nella stagione 2000-2001 veste la maglia del Ravenna in Serie B per poi fare ritorno nel 2001-2002 ancora al Padova in Serie C1 (4 presenze). Dal 2002 al 2005 gioca in Serie C1 con le maglie di Reggiana, Novara e Chieti. Dal 2005 ad oggi ha giocato in Serie C2 prima con il Valenzana poi con la Torres ed infine con il Südtirol. Il 30 giugno 2009 viene ceduto alla Virtus Casarano in Serie D.
L'8 luglio 2010 passa al Teramo sempre in Serie D. Si rende protagonista alla seconda giornata di campionato segnando il gol che consegna la vittoria ai biancorossi contro il Venafro, ma termina prematuramente la sua avventura con il club abruzzese rescindendo il contratto il 30 novembre 2010.
Nel dicembre dello stesso anno passa al Real Rimini squadra in cui gioca anche suo fratello Giuseppe. Il 18 luglio 2011 firma per il Valenzana in Seconda Divisione, squadra in cui era già stato dal 2005 al 2007.
Dopo la mancata iscrizione del Valenzana al campionato di Serie D, gioca per lo Sporting Bellinzago in Eccellenza per la stagione 2012-2013. Tuttavia nel dicembre 2012 lascia la squadra.
Nell'estate del 2014 passa alla squadra dello Orizzonti United in Eccellenza, dalla quale però si svincola il 3 dicembre.
Nell'estate del 2015 passa al Fbc Saronno in Eccellenza.
Nel 2016 viene chiamato sulla panchina del Trecate in Prima Categoria, ma dopo due sole giornate darà le dimissioni.
Nel giugno del 2016 annuncia il ritorno al calcio giocato nelle file del Briga in Promozione.
Nel ottobre del 2019 viene chiamato dal Responsabile del Settore Giovanile Novara Calcio Mauro Borghetti nell' Academy Novara Archiviato il 18 maggio 2020 in Internet Archive. (scuola calcio del Novara calcio) come responsabile dell'area tecnica . Dal luglio del 2020 viene incaricato  dal Novara Calcio come responsabile dell’attività di base.

## Palmarès

### Club

#### Competizioni regionali
- Eccellenza: 1

Teramo: 2009-2010